# Gran Enciclopedia Aragonesa
A Gran Enciclopedia Aragonesa, a miúdo abreviada como GEA, é uma enciclopédia temática sobre Aragão.

## História

### Antecedentes
O precedente da GEA é a obra Los aragoneses, publicada em 1977 pela editora Istmo, entre cujos autores se encontra Eloy Fernández Clemente.

### Edições impressas
Em 1978, José Mª Sáiz fundador da editorial União Aragonesa do Livro (UNALI) propõe a Eloy Fernández Clemente dirigir uma enciclopédia sobre Aragão,[2] que verá a luz entre 1980-1981. Esta primeira edição da Gran Enciclopedia Aragonesa publicou-se em 12 tomos e teve uma grande acolhida.
Entre 1983 e 2007, publicaram-se os Apêndices I a V. Foram diretores dos apêndices: Eloy Fernández Clemente (I, III e IV), Manuel Martín Bueno (II) e Wifredo Rincón García (V).
Em 1999, a editora do jornal El Periódico de Aragón adquiriu os direitos da enciclopédia e actualizou-a, publicando no ano seguinte uma nova edição da que se venderam mais de 8000 exemplares. Esta nova edição é  popularmente conhecida como GEA 2000.
GEA 2000 reordenou todas as vozes e incluiu numa mesma ordem alfabética as de todos os apêndices publicados até então, Apêndice I (1983), Apêndice II (1987) e Apêndice III (1997), pelo que essa nova edição consta de 16 tomos.

### GEA OnLine
A enciclopédia começou a digitalizar-se em 2002, e em setembro de 2003 atirou-se a versão 1.0 da Gran Enciclopedia Aragonesa On-Line, que será conhecida como GEA OnLine.
O Governo de Aragão apoiou a revisão e atualização dos contidos da enciclopédia em linha para adaptá-los ao currículo aragonês e fomentar assim a sua utilização didáctica, à vez que o seu acesso livre através de internet.